# Delle (Francia)
Delle es una comuna francesa situada en el departamento del Territorio de Belfort, de la región de Borgoña-Franco Condado. Es la cabecera (bureau centralisateur en francés) y mayor población del cantón de su nombre.
Los habitantes se llaman Dellois.

## Geografía
Está ubicada en el sur del departamento, fronteriza con Suiza, a 16 km al sureste de Belfort.

## Demografía
| 3 364 | 4 065 | 5 189 | 6 134 | 6 528 | 6 898 | 6 992 | 6 624 | 6 246 | 5 953 | 5 749 |
| Para los censos de 1962 a 1999 la población legal corresponde a la población sin duplicidades (Fuente: INSEE [Consultar]) |       |       |       |       |       |       |       |       |       |       |

Es la segunda comuna más poblada del departamento.

### Aglomeración urbana
Su aglomeración urbana incluye también Grandvillars y Joncherey y se extiende también por territorio suizo. Tenía una población total (en el censo de 1999) de 10 901 habitantes y una superficie de 29,55 km². 

## Transportes
Ferrocarril
Cuenta con una estación ferroviaria que recibe trenes procedentes de las ciudades suizas de Delémont y Biel/Bienne.

## Hermanamientos
- Szentgotthárd, Hungría